# 氧化銦鎵鋅
氧化銦鎵鋅（英語：indium gallium zinc oxide）是一種LCD薄膜電晶體顯示器技術，IGZO結晶最初由君塚昇於1985年合成，1990年代由東京工業大學教授細野秀雄與日本科学技术振兴机构（JST）共同開發成IGZO透明不定形氧化物半導體技術。IGZO技術可提高面板解析度同時又降低成本，但IGZO面板對光、水以及氧都相當敏感，耐用度上只能用做民間消費品，不能用於高可靠度的軍用或工業環境。
IGZO與非晶矽相比能夠縮小電晶體尺寸，提高液晶面板畫素的開口率，較易實現解析度高出一倍，電子遷移率快十倍，成為OLED技術的最大對手。
日本科學技術振興機構（JST）把技術專利於2011年授權予三星電子，2012年夏普(Sharp)亦獲得授權。
LTPS（低溫多矽顯示面板）的表現在某些方面比IGZO更佳（如電子遷移率比IGZO快約十倍），但是LTPS用在小尺寸面板上才能有可接受的成本，在中大尺寸面板上使用IGZO技術的成本則比使用LTPS低很多。